# 킨디아주

킨디아주의 위치

킨디아주(프랑스어: La région de Kindia)는 기니의 주로, 주도는 킨디아이며 인구는 928,312명(1996년 기준), 면적은 28,873km2, 인구 밀도는 32.15명/km2이다. 5개의 하위 행정 구역(코야, 두브레카, 포레카리아, 킨디아, 텔리멜레)을 관할하며 남쪽으로는 시에라리온과 국경을 맞대고 있고 북쪽으로는 보케주, 서쪽으로는 코나크리주, 동쪽으로는 마무주, 북동쪽으로는 라베주와 인접해 있다.